# DA PUMP
DA PUMP(다 펌프)는 일본 오키나와현 출신 남성 아이돌 그룹이다.
데뷔 초에는 보컬 잇사와 래퍼 켄, 시노부, 유키나리 4인조로 활동했으나, 2006년 시노부의 탈퇴, 2008년 유키나리의 탈퇴 이후 7명의 신 멤버 가입을 발표했다.
2009년부터 댄서 7명이 새로 가입해 9인조로 새롭게 활동을 시작, 같은 해 7월 15일에는 9인조가 된 후 첫 싱글인 《SUMMER RIDER》를 발매했다.
2011년에는, 2년만에 새 싱글 Can't get your love/if... arekarabokura를 발매하였다. 다펌프 가 내놓은 사양중 처음으로 더블 A 양면 타이틀곡 *
- if... arekarabokura는 다 펌프의 옛 히트 작품 if...를 지금의 멤버로 다시 재녹음 한 것이다.

2018년 6월에는 유로비트 아티스트 '조 옐로우'의 악곡 'U.S.A'를 번안한 싱글을 출시, 2018년 발표된 J-POP 곡 가운데 요네즈 켄시의 'Lemon'과 함께 유튜브 조회수 1억건을 돌파하였다.

## 음반 목록

### 싱글
- SUMMER RIDER (2009년 7월 15일)
- Can't get your love/if... arekarabokura (2011년 2월 16일)
- U.S.A. (2018년 6월 6일)
- 桜 (2019년 3월 6일)